# Energía (Buenos Aires)
Energía is een plaats in het Argentijnse bestuurlijke gebied Necochea in de provincie Buenos Aires. De plaats telt  inwoners.